# 1032 Пейфурі
1032 Пейфурі (1032 Pafuri) — астероїд головного поясу, відкритий 30 травня 1924 року.
Тіссеранів параметр щодо Юпітера — 3,177.